# Metacriodion pictum
Metacriodion pictum là một loài bọ cánh cứng trong họ Cerambycidae.